# 郭貞
郭貞（？—？），湖廣襄陽府均州人，明朝政治人物。

## 生平
景泰年間任岳池縣知縣。